# Patryk Szczurek
Patryk Szczurek (ur. 6 lutego 1991 w Nysie) – polski siatkarz, grający na pozycji rozgrywającego.

## Sukcesy klubowe
Mistrzostwo I ligi:
- 2011, 2018[5]
- 2015, 2019

## Sukcesy reprezentacyjne
Turniej mini-kadetów EEVZA:
- 2006

Turniej Nadziei Olimpijskich:
- 2006, 2007

Turniej EEVZA:
- 2008

Olimpijski Festiwal Młodzieży Europy:
- 2009

## Nagrody indywidualne
- 2006: MVP w Turnieju mini-kadetów EEVZA
- 2007: MVP w Turnieju Nadziei Olimpijskich